# Synurbizacja

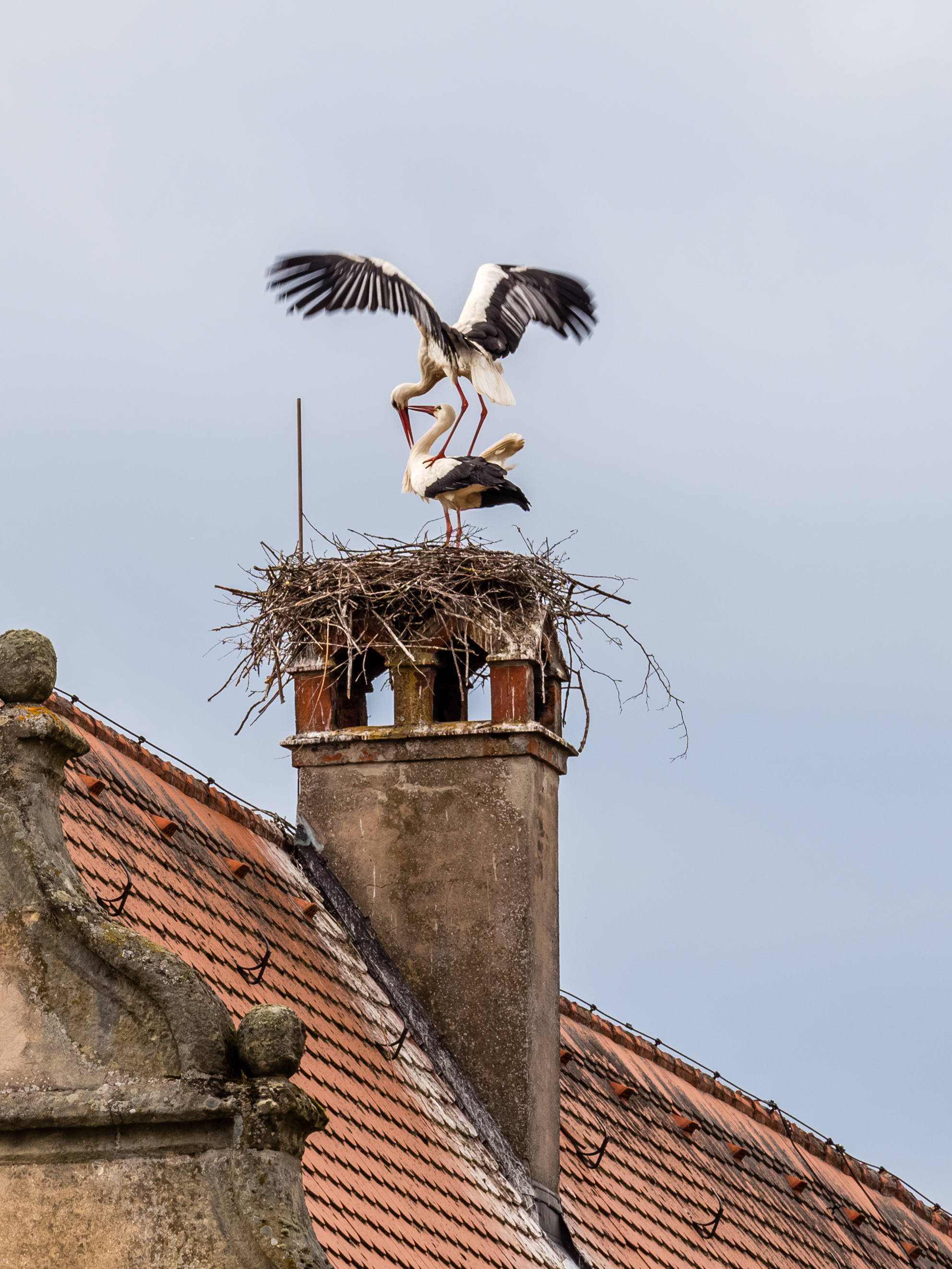
Para bocianów w gnieździe na kominie budynku klasztornego w Schlüsselau.

Synurbizacja – w ekologii jest to proces dostosowania się populacji zwierzęcych do specyficznych warunków panujących w miastach. Termin ten został po raz pierwszy użyty w 1978 roku w pracy Romana Andrzejewskiego i współpracowników, poświęconej ekologii myszy polnych w Warszawie.
Wśród zwierząt zasiedlających miasta najczęściej obserwowane są zmiany o charakterze etologicznym, np. zachowania agresywne, śmiałość wobec ludzi, „proszenie” o pokarm, zmiana aktywności z nocnej na dzienną, itp. Zmiany w populacjach mogą sięgać jednak cech fizjologicznych i genetycznych. Przykładami populacji synurbijnych mogą być kosy czy myszy polne. Synurbizacja jest pojęciem węższym w stosunku do synantropizacji.